# تبعید (فیلم ۱۹۲۲)
«تبعید» (گرجی: მოძღვარი) یک درام و محصول کشور اتحاد جماهیر شوروی است که در سال ۱۹۲۲ منتشر شد.